# Васмюнстер
Васмюнстер (нидерл. Waasmunster) — коммуна в Бельгии, расположена во Фламандском регионе (провинция Восточная Фландрия); в 25 км к юго-западу от Антверпена и в 26 км к северо-востоку от Гента. Население — 10 499 чел. (1 января 2011). Площадь — 31,93 км2.
Ближайшие автодороги — A14/E17.